# Kościół Świętej Rodziny w Augustowie
Kościół Świętej Rodziny w Augustowie – rzymskokatolicki kościół parafialny należący do parafii pod tym samym wezwaniem (dekanat Augustów – Matki Bożej Królowej Polski diecezji ełckiej).
Budowa nowej żelbetonowej świątyni została rozpoczęta w 2006 roku. W dniu 9 czerwca 2012 roku kościół został pobłogosławiony przez biskupa ełckiego Jerzego Mazura
W dniu 27 października 2018 roku ten sam biskup poświęcił świątynię i konsekrował ołtarz.